# چوب‌خزک دم‌دراز
چوب‌خزک دم‌دراز (نام علمی: Deconychura longicauda) نام یک گونه از خانواده مرغان تنورساز است.